# رادیو کردی بغداد

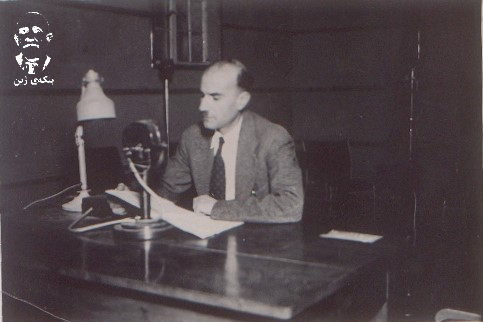
عادل جمال عرفان، کارمند رادیو کردی بغداد. منبع: آرشیو دیجیتال و اصلی مرکز ژین

رادیو کردی بغداد (به کردی: ڕادیۆی کوردیی به‌غدا)، یک شبکهٔ رادیویی موج کوتاه و نخستین رادیوی کردی‌زبان موج کوتاه بود که در سال ۱۹۳۹ (۱۳۱۸ خورشیدی) در شهر بغداد پایتخت کشور عراق به راه افتاد. این رادیو تا سال ۲۰۰۳ به پخش برنامه‌های خود به زبان کردی ادامه داد.

## تاریخچه
رادیو کردی بغداد در ۲۱ ژانویهٔ ۱۹۳۹ پخش برنامه‌های خود را با پخش مستقیم روزی ۱۵ دقیقه برنامه به زبان کردی در رادیوی عربی بغداد آغاز کرد. علاوه بر پخش موسیقی، اخبار و برنامه‌های فرهنگی و اجتماعی نیز به زبان کردی پخش می‌شد. این میزان به مرور افزایش یافت و نام بخش کردی رادیو بغداد بر روی آن گذاشته‌شد. پس از آنکه در ۱۱ مارس ۱۹۷۰ و در نتیجهٔ جنگ اول کردها و عراق توافقنامهٔ موسوم به ۱۱ مارس بین مصطفی بارزانی و صدام حسین مبنی بر خودمختاری کردستان عراق امضا شد که اگرچه بعداً‌از سوی صدام شکسته‌شد، اما رادیو کردی بغداد پیشرفت زیادی کرد و با جدا شدن از رادیوی عربی تحت مدیریت جداگانه قرار گرفت و بخش‌های مختلفی از قبیل بخش گویندگان، تنظیم، موسیقی و ترانه، فرهنگ، توسعه، کتابخانه و مدیریت در آن تعریف شد. ساعت پخش برنامه‌ها نیز به ۱۸ ساعت در روز رسید که از ۶ صبح با پخش قرآن و برنامه‌های صبحگاهی آغاز می‌شد و تا ۱۲ شب ادامه می‌یافت.
پخش برنامه به‌صورت زنده نخستین بار در عراق و حتی قبل از رادیو عربی بغداد، در رادیو کردی صورت گرفت. نخستین برنامهٔ زنده «با شنوندگان» نام داشت که توسط جمال برواری اجرا می‌شد و به خواندن نامه‌هایی اختصاص داشت که مخاطبان رادیو کردی به دفتر رادیو ارسال می‌کردند و در میان آن‌ها به سبب اوضاع سیاسی کردستان، نامه‌های زیادی نیز از جانب پیشمرگه‌ها ارسال می‌شد.

## گویندگان
از جملهٔ گویندگان سرشناسی که در رادیوی کردی بغداد به اجرای برنامه می‌پرداختند می‌توان به محمود مفتی، محمدصدیق امام، محمد جهاد حسن، کمال رئوف محمد، سگوان عبدالحکیم، هاشم علی مندی، خالد خوشناو، ابراهیم سلمان، سکینه منصور، کمیله علی، مولود حمد نبی، احمد محمد علی، محمد سلیم سواری، نهایت جلال و مختار فائق اشاره کرد.

## همکاران رادیو
همچنین مترجمانی همچون انور صائب، رشید نجیب و احمد محامی به صورت داوطلبانه و بدون دریافت مزد در رادیو کردی بغداد کار ترجمهٔ متون انگلیسی به زبان کردی و نیز نظارت بر ترجمه را بر عهده داشتند.
از شخصیت‌های فرهنگی کرد که به همکاری با رادیو کردی بغداد پرداختند می‌توان به توفیق وهبی و رفیق حلمی، و از شخصیت‌های مذهبی می‌توان به محمد قزلچی، عبدالحمید اطروشی و علاءالدین سجادی اشاره کرد. همچنین افرادی همچون ناجی عباس و صالح سعید و صادق بهاءالدین و جنال عبدالقادر بابان در بخش اجتماعی و آموزشی به اجرای برنامه می‌پرداختند.

## بخش موسیقی
رادیو کردی بغداد در ابتدا تنها یک گروه موسیقی داشت که از چهار نوازنده تشکیل شده‌بود که هم به اجرای موسیقی کردی و هم موسیقی عربی می‌پرداختند: صالح نوازندهٔ ویولون، داود نوازندهٔ بربط، یوسف زعرور نوازندهٔ قانون، و حسین عبدالله نوازندهٔ تنبک. پس از مدتی به دلیل تکراری شدن آهنگ‌ها آهنگسازان نوازندگان سرشناسی همچون عبدالقادر دیلان، جمیل بشیر، منیر بشیر و ادهم بشیر در بخش موسیقی رادیو مشغول به کار شدند.
در سال ۱۹۴۷ به دلیل تکراری شدن ترانه‌های رادیو، از طریق وزارت امور خارجهٔ عراق صفحه‌های موسیقی از هنرمندان کرد همچون سید علی‌اصغر کردستانی، دایکی جمال (فرحت ابراهیم یعقوب) و ملا کریم از خوانندگان کردی سورانی و کاووس آغا و مریم خان از خوانندگان کردی کرمانجی خریداری و در رادیو به کرات پخش شد.
نخستین کسی که در رادیو کردی بغداد ترانهٔ کردی اجرا کرد علی‌مردان بود. پس از او حسن جزراوی، لیلا عزیز، فوزیه محمد، نسرین شیروان و سپس طاهر توفیق و حسن گردی نیز به اجرای ترانه‌های کردی پرداختند. در سال‌های دههٔ ۱۹۵۰ شمال صائب نیز به رادیو آمد و پس از او آندریاس خمو (باکوری)، نازدار فرهاد و اسمر فرهاد نیز در رادیو به اجرای ترانه‌های کردی پرداختند.
هنرمندان کرد بسیاری با رادیو کردی بغداد به همکاری پرداختند؛ از میان خوانندگان ترانه‌های سنتی و فولکلور کردی می‌توان به حسن زیرک، محمد عارف جزراوی، علی مردان، طاهر توفیق، کاووس آغا، سعید آغا، محمد ماملی، دایکی جمال، الماس خان، فوزیه محمد، آندریاس خمو (باکوری)، عمر دزه‌ای، عیسی برواری و … اشاره کرد. همچنین از میان خوانندگانی که برای نخستین بار به اجرای موسیقی مدرن کردی پرداختند می‌توان به تحسین طه، ایاز یوسف، اردوان زاخویی، سمیر زاخویی، گلبهار، حسن غریب، ظاهر جلال، تنیا عرب، فؤاد احمد، حسن گرمیانی، اسماعیل جمعه، احمد زیباری و … پرداخت.

## نمایش‌های رادیویی
یک گروه نمایش رادیویی در رادیو کردی بغداد تشکیل شد که احمد دنگ‌گورا و احمد دلاور در آن به ایفای نقش می‌پرداختند، اما به لحا هنرمندان زن ضعیف بود و نقش‌خوانی زنان توسط هنرمندان مرد انجام می‌شد.

## تعطیلی رادیو
با تهاجم به عراق در سال ۲۰۰۳ از سوی ایالات متحده آمریکا و سقوط حکومت حزب بعث، رادیو کردی بغداد نیز تعطیل شد. یک سال بعد و در سال ۲۰۰۴ رادیوی کردی دیگری به نام رادیو شفق که برنامه‌های خود را به زبان کردی جنوبی پخش می‌کرد در بغداد تأسیس شد. اما فعالیت این رادیو هم تا سال ۲۰۱۴ ادامه یافت و نهایتاً تعطیل شد. در حال حاضر هیچ رادیویی به زبان کردی در شهر بغداد فعالیت نمی‌کند.